# Серебристый иглобрюх
Серебристый иглобрюх (лат. Lagocephalus sceleratus) — вид морских лучепёрых рыб семейства иглобрюхие.

## Описание
Максимальная длина до 110 см и масса до 7 кг. Обычно длина около 60 см. Тело удлиненное, несколько сжато с боков. В случае опасности брюхо становится шарообразной формой. Голова крупная. Ноздри не единичные, легко видимые без увеличения. Рот небольшого размера. На обеих челюстях имеется по две мощные режущие зубные пластинки. Чешуя отсутствует. На затылке и в передней части спины вплоть до спинного плавника и немного далее к хвосту имеются шипики. Дорсальная поверхность позади глаз более или менее гладкая, не отделённая килем. В плавниках есть только мягкие лучи (в спинном 10-13, в анальном — 8-12). Верхняя часть тела с тёмными пятнами. Вдоль середины всего тела от начала головы до конца хвостового стебля имеется широкая яркая полоса серебристого цвета. Впереди глаз располагается треугольной формы пятно аналогичного цвета. Возле основания лучей грудного плавника имеется чёрная полоса.
Вид является одним из наиболее ядовитых — в половых железах, икре, печени, кишечнике, кожных покровах и иногда в мышцах содержится сильнейший яд — тетродотоксин.

## Ареал
Распространены в Индо-Тихоокеанской области. Через Суэцкий канал проникли в Средиземное море. Здесь впервые вид был отмечен в 2003 году в заливе Гёкова в Эгейском море. Затем широко распространился в восточной и центральной части Средиземного моря у берегов Израиля, Турции, Греции. Найден также на севере Эгейского моря у пролива Дарданеллы.
В ноябре 2014 года два экземпляра были пойман у берегов Крыма — один в Старосеверной бухте (Севастополь), второй — у входа в Южную бухту Севастополя в районе Графской пристани.
В мае 2024 около десяти особей было замечено у о. Цейа, Хорватия. 

## Биология
Обитает около коралловых рифов, скал, предпочитая песчаные грунты, покрытые зарослями морской растительности. Встречается на глубинах до 250 м. Достигает половой зрелости в возрасте 2 лет. Молодь питается ракообразными (крабами, креветками), моллюсками. Взрослые поедают донных и пелагических представителей беспозвоночных и рыб, в том числе своего вида.